# گیره رخت

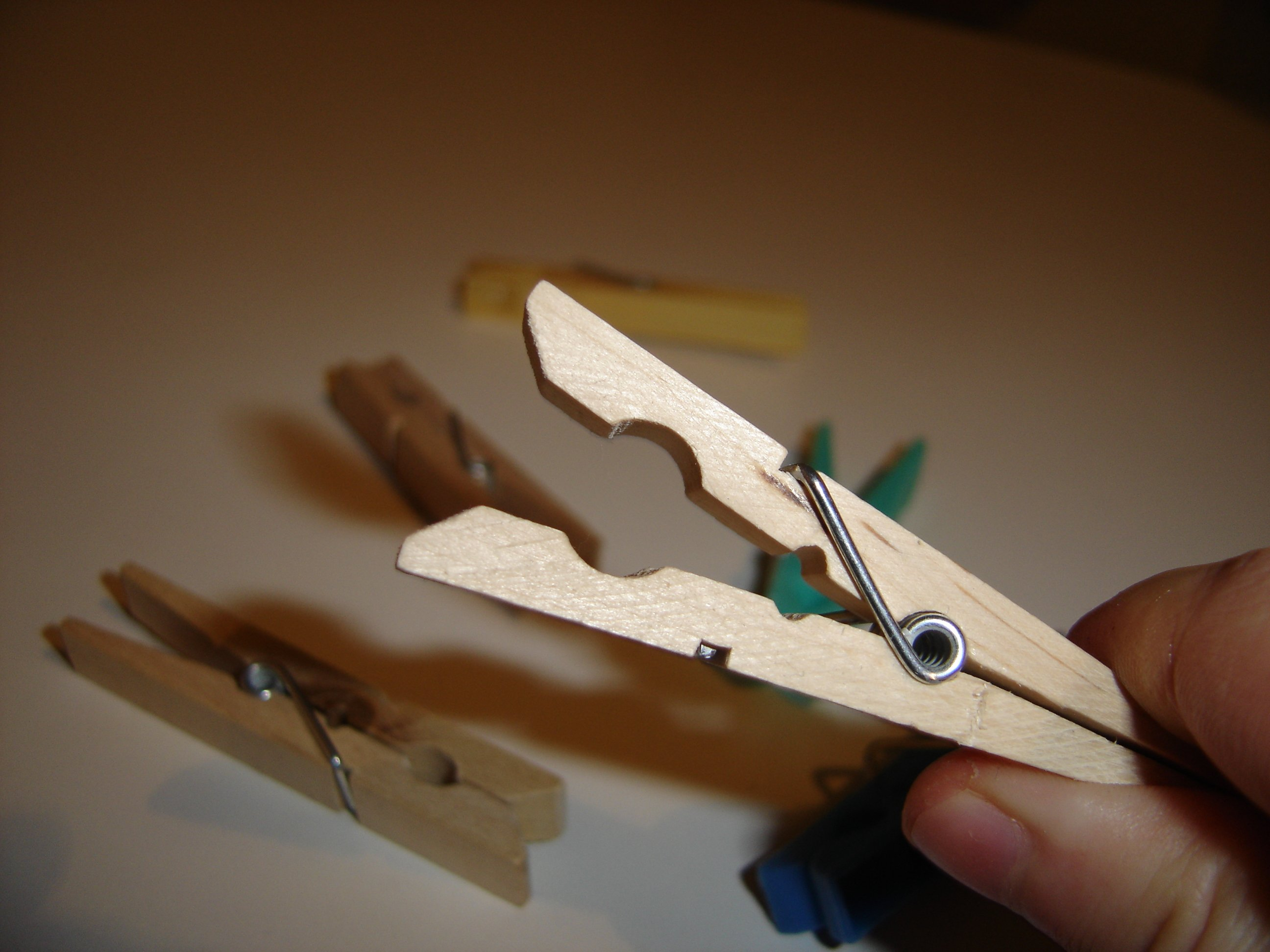
گیره رخت چوبی

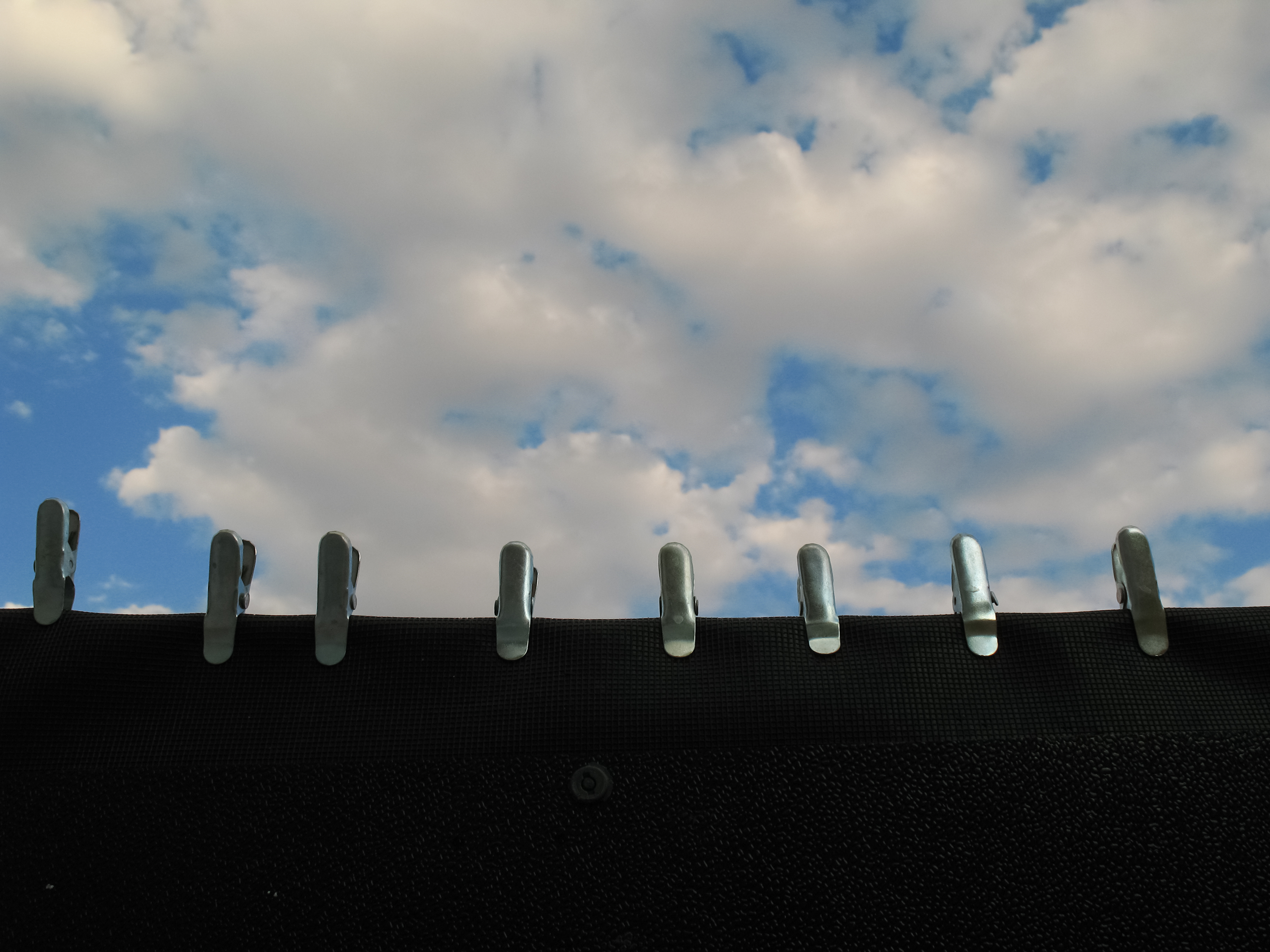
نمونه گیره ها بر روی بند رخت در ایران

گیره رخت یا گیره لباس یا گیره به ابزاری گفته می‌شود که از آن برای آویزان نمودن پوشاک بر روی طناب برای خشک شدن استفاده می‌شود. این گیره‌ها در انواع و طرح‌های گوناگون مورد استفاده قرار می‌گیرند.